# FK Minsk
Cet article concerne l'équipe masculine du FK Minsk. Pour l'équipe féminine, voir FK Minsk (féminines).
Maillots
Actualités
Le Futbolny Klub Minsk, plus couramment abrégé en FK Minsk (en russe : ФК Минск, et en biélorusse : ФК Мінск), est un club biélorusse de football fondé en 2006 et basé à Minsk, la capitale du pays.

## Histoire
Le FK Minsk est établi en 2006 sur la base de l'ancien Smena Minsk, dont la licence de deuxième division est récupérée, ce qui permet au nouveau club d'intégrer directement ce dernier échelon la même année. Pour sa première saison, l'équipe termine première du championnat et est promue en première division pour la saison 2007, mais y finit cependant dernier et fait son retour à l'échelon inférieur dès l'année suivante. Remportant une nouvelle fois le championnat de deuxième division, avec notamment un bilan de 23 victoires en 26 matchs, le FK Minsk parvient par la suite à se maintenir au premier échelon, terminant notamment troisième du championnat en 2010, ce qui lui permet de découvrir la Ligue Europa à l'été 2011, où il atteint le deuxième tour de qualification.
Sous les ordres de Vadim Skripchenko, le FK Minsk atteint la finale de la Coupe de Biélorussie pour la première fois en 2012 avant d'être vaincu par le Naftan Novopolotsk. Il l'emporte finalement dès l'année suivante aux dépens du Dinamo Minsk et prend part à sa deuxième campagne européenne à l'été 2013, atteignant cette fois le stade des barrages de qualification pour la Ligue Europa où il est finalement éliminé par l'équipe belge du Standard de Liège.
Depuis lors, le club se place comme une figure régulière de l'élite biélorusse au cours des années 2010, terminant principalement dans le milieu de classement.

## Bilan sportif

### Palmarès
| Compétitions nationales |
| --- |
| - Coupe de Biélorussie (1) : - Vainqueur : 2012-2013. - Finaliste : 2011-2012. - Supercoupe de Biélorussie : - Finaliste : 2014. |

### Bilan par saison
| Saison | Championnat | Championnat | Championnat | Championnat | Championnat | Championnat | Championnat | Championnat | Championnat | Championnat | Coupe de Biélorussie |
| Saison | Division    | Pos         | Pts         | J           | V           | N           | D           | BP          | BC          | Diff        | Coupe de Biélorussie |
| ------ | ----------- | ----------- | ----------- | ----------- | ----------- | ----------- | ----------- | ----------- | ----------- | ----------- | -------------------- |
| 2006   | 2e          | 1er         | 56          | 26          | 17          | 5           | 4           | 44          | 13          | +31         | —                    |
| 2007   | 1re         | 14e         | 21          | 26          | 4           | 9           | 13          | 18          | 34          | -16         | Demi-finales         |
| 2008   | 2e          | 1er         | 71          | 26          | 23          | 2           | 1           | 72          | 11          | +61         | Huitièmes de finale  |
| 2009   | 1re         | 9e          | 36          | 26          | 11          | 3           | 12          | 33          | 26          | +7          | Huitièmes de finale  |
| 2010   | 1re         | 3e          | 60          | 33          | 18          | 6           | 9           | 59          | 32          | +27         | Huitièmes de finale  |
| 2011   | 1re         | 9e          | 35          | 33          | 8           | 11          | 14          | 33          | 40          | -7          | Quarts de finale     |
| 2012   | 1re         | 6e          | 39          | 30          | 11          | 6           | 13          | 36          | 46          | -10         | Finale               |
| 2013   | 1re         | 9e          | 38          | 32          | 10          | 8           | 14          | 36          | 40          | -4          | Vainqueur            |
| 2014   | 1re         | 7e          | 52          | 32          | 16          | 4           | 12          | 45          | 36          | +9          | Demi-finales         |
| 2015   | 1re         | 6e          | 40          | 26          | 12          | 4           | 10          | 29          | 28          | +1          | Seizièmes de finale  |
| 2016   | 1re         | 4e          | 53          | 30          | 15          | 8           | 7           | 49          | 24          | +25         | Demi-finales         |
| 2017   | 1re         | 14e         | 23          | 30          | 3           | 14          | 13          | 19          | 39          | -20         | Huitièmes de finale  |
| 2018   | 1re         | 11e         | 30          | 30          | 7           | 9           | 14          | 34          | 42          | -8          | Huitièmes de finale  |
| 2019   | 1re         | 10e         | 36          | 30          | 9           | 9           | 12          | 36          | 44          | -8          | Huitièmes de finale  |
| 2020   | 1re         | 11e         | 38          | 30          | 11          | 5           | 14          | 45          | 57          | -12         | Huitièmes de finale  |
| 2021   | 1re         | 12e         | 33          | 30          | 8           | 9           | 13          | 32          | 52          | -20         | Quarts de finale     |
| 2022   | 1re         | 6e          | 44          | 30          | 12          | 8           | 10          | 47          | 43          | +4          | Seizièmes de finale  |
| 2023   | 1re         | 9e          | 33          | 28          | 8           | 9           | 11          | 21          | 26          | -5          | Huitièmes de finale  |
| 2024   | 1re         | 13e         | 28          | 30          | 6           | 10          | 14          | 28          | 44          | -16         | Quarts de finale     |

Légende
- Vainqueur de la compétition
- Vice-champion ou finaliste de la compétition
- Troisième de la compétition
- Promu en division supérieure
- Relégué en division inférieure

### Bilan européen
Note : dans les résultats ci-dessous, le score du club est toujours donné en premier.
| Saison    | Compétition  | Tour             | Club              | Domicile | Extérieur | Total             |
| --------- | ------------ | ---------------- | ----------------- | -------- | --------- | ----------------- |
| 2011-2012 | Ligue Europa | Premier tour Q   | AZAL Bakou        | 2 - 1    | 1 - 1     | 3 - 2             |
| 2011-2012 | Ligue Europa | Deuxième tour Q  | Gaziantepspor     | 1 - 1    | 1 - 4     | 2 - 5             |
| 2013-2014 | Ligue Europa | Deuxième tour Q  | Valletta FC       | 2 - 0    | 1 - 1     | 3 - 1             |
| 2013-2014 | Ligue Europa | Troisième tour Q | St Johnstone      | 0 - 1    | 1 - 0 ap  | 1 - 1 (3 - 2 tab) |
| 2013-2014 | Ligue Europa | Barrages Q       | Standard de Liège | 0 - 2    | 1 - 3     | 1 - 5             |

Légende
- Victoire ou qualification pour le tour suivant
- Match nul
- Défaite ou élimination de la compétition

## Personnalités

### Entraîneurs
La liste suivante présente les différents entraîneurs du club.
- Sergueï Yaromko (février 2006-octobre 2009)
- Vitali Tarakanov (octobre 2009-octobre 2011)
- Andreï Dovnar (intérim) (octobre 2011-décembre 2011)
- Vadim Skripchenko (décembre 2011-octobre 2013)
- Andreï Skorobogatko (octobre 2013-juin 2014)
- Andreï Pychnik (juin 2014-novembre 2015)
- Georgi Kondratiev (novembre 2015-décembre 2017)
- Aleksandr Lukhvich (décembre 2017-janvier 2019)
- Andreï Razine (janvier 2019-août 2021)
- Vadim Skripchenko (août 2020-janvier 2021)
- Fiodor Chtcherbatchenko (janvier 2021-septembre 2021)
- Vadim Skripchenko (septembre 2021-novembre 2022)

## Identité visuelle

2006-2013
Depuis 2013